# ヌアンガール
ヌアンガール（フランス語: NouamgharまたはNouâmghâr）はモーリタニア西部、ダフレト・ヌアジブ州に位置するコミューン(communes rurales)であり、沿岸部の村。ヌアンガールは首都ヌアクショットの北西150キロに位置し、ティミリス岬への入り口に位置する。ヌアンガールはイルカを使い、魚群を囲んで海岸に近づけ、網で漁獲するという古くからの漁法が行われている伝統的で活発な漁港である。この人間とイルカの間の協力の起源は不明である。

## 歴史
イムラゲン人はこの漁村に住んでおり、その伝統は古くからの漁法に依拠するものである。
バン・ダルガン国立公園が世界遺産に登録されて以来、ヌアンガールは変化を遂げてきた。ヌアンガールは現在、国立公園当局の管理の中心であり、公園への中心的な中継地の一つである。

## 人口
2000年の国勢調査によれば、ヌアンガールには、4,151人の住民がいた。